# La Chapelle-Hugon

La Chapelle-Hugon este o comună în departamentul Cher, Franța. În 1 ianuarie 2022 avea o populație de 385 de locuitori.